# 11099 Сонодамасакі
11099 Сонодамасакі (11099 Sonodamasaki) — астероїд головного поясу, відкритий 20 квітня 1995 року.
Тіссеранів параметр щодо Юпітера — 3,487.
Названо на честь Соноди Масакі (яп. そのだ・まさき(園田正樹) сонода масакі).